# Howard Lorriman
Howard J. Lorriman (FTCL, LTCL) (1956) is een Brits componist, muziekpedagoog, dirigent, arrangeur en eufoniumspeler.

## Levensloop
Lorriman kreeg in jonge jaren eufoniumles. Hij studeerde aan de Universiteit van Huddersfield en behaalde aldaar zijn "Diploma in Music". Vervolgens studeerde hij aan het Trinity College of Music in Londen. Na het behalen van zijn diploma's was hij bezig als muziekleraar en instructeur aan de Giggleswick School in Giggleswick. Aldaar werd hij later hoofd van de afdeling voor koperblazers. Vervolgens veranderde hij zich als directeur van de muziekafdeling aan de Batley Grammar school in Batley.
Verder was hij bezig als dirigent zoals van het gemengd koor Morley Music Society (1981-1982) de P.C.A. Skipton Brass Band (1997-1998) en van het Settle Orchestra (seizoen 2013-2014).
In de brassband-wereld maakte hij zich intussen een voortreffelijke naam als arrangeur. Zo heeft hij verschillende klassieke werken voor cd-opnamen van de bekende Black Dyke Band nieuw arrangeert. Maar hij schrijft intussen ook eigen werken voor zowel brassband als harmonieorkest. Verder is hij een veel gevraagd jurylid bij wedstrijden van vooral brassbands in het binnen- en buitenland.

## Composities

### Werken voor harmonieorkest of brassband
- 1997 Giggleswick Scar, voor brassband (ook in een versie voor harmonieorkest)
- 1997 Imperial Flourishes Concert Prelude, voor brassband
- 1998 The Batelian, voor brassband (ook in een versie voor harmonieorkest)
- 1999 Prelude and Scherzo, voor eufonium (of voor hoorn) en brassband
- 2005 Divertimento, voor dwarsfluit, 2 hobo's, 2 klarinetten in Bes, 2 hoorns in F en 2 fagotten
- 2007 O du fröhliche, voor brassband
- 2007 The Coventry Carol, voor brassband (ook in een versie voor harmonieorkest)
- A Celebration of Christmas, voor brassband
- Alpenländische Weihnachtslieder, voor brassband
- Auld Lang Syne, voor brassband
- Carrickfergus, voor harmonieorkest
- Cry of the Mountain, voor brassband

### Kamermuziek
- A Christmas Prelude & Fugue, voor 10 koperblazers
- Four easy Barbershop Songs for Tubas, voor 2 eufonia en 2 tuba's
- Prelude and Scherzo, voor eufonium (of hoorn) en piano

### Pedagogische werken
- Starting Out - Vol.1
- Starting Out - Vol.2